# چاک سینه

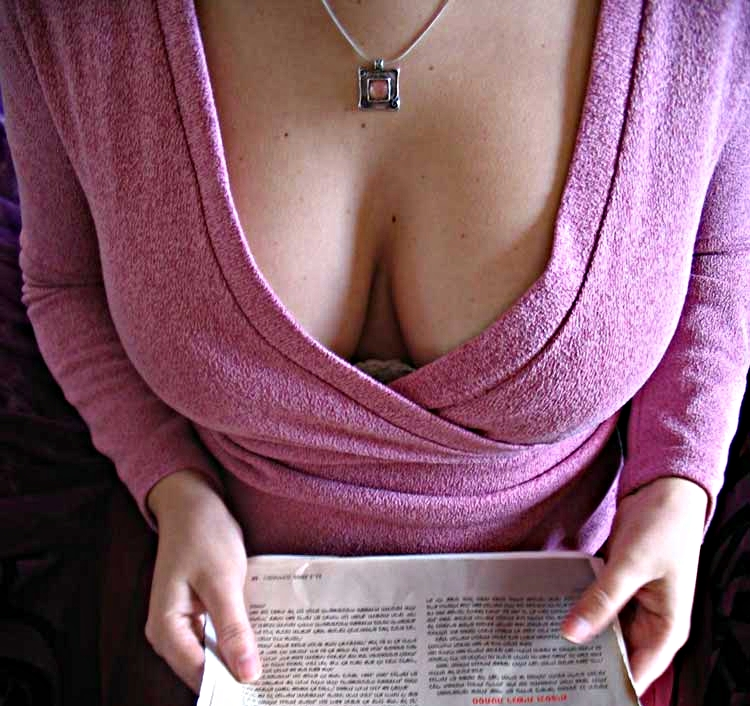
چاک سینه یک زن

چاک سینه شکافی است که در بین سینه‌های زنان یا مردان بدنساز به ویژه به واسطه پوشیدن لباس‌های یقه باز نمایان می‌شود.
چاک سینه بیشتر در ارتباط با لباس‌هایی که تأکیدشان بر نمایش سینه‌هاست، مانند لباس شب و مایو، مطرح است. معادل فرانسوی چاک سینه، دکولته (Décolleté) است. از این رو دکلته مجازاً به لباس‌های یقه بازی گفته می‌شود که گردن، شانه‌ها و بخشی از سینه‌ها را نمایش می‌دهد.

## تئوری‌های مربوط
دانشمندان روان‌شناسی تکاملی بر این باورند که بشر دائماً به سوی داشتن سینه‌های بزرگ‌تری پیش می‌رود. بر خلاف دیگر نخستیان که بزرگ شدن سینه‌ها در آنها تنها در دوران تخمک‌گذاری و صرفاً به جهت جلب توجه جنس نر و القا توانایی باروری صورت می‌گیرد. دسموند موریس، جانورشناس و رفتارشناس بریتانیایی، مطرح می‌کند که چاک سینه یک نشانه یا علامت جنسی و تداعی کننده تصویری از چاک باسن است که آن هم بر مبنای کتاب بوزینه لخت موریس، پدیده‌ای منحصر به آدمی است و دیگر نخستیان در مقایسه با انسان باسنی به مراتب تخت‌تر دارند.
دکولته در سده‌های میانه شکل گرفته و در دوره ویکتوریا توسعه یافته است.

## پژوهش‌ها
نتایج پژوهشی در آلمان که بر روی ۵۰۰ مرد انجام شده بود، نشان داد که خیره شدن به چاک سینه زنان بر سلامت قلب آن‌ها تأثیر مثبت داشته و فشار خون آن‌ها را کاهش داده است.
پژوهش دیگری در دانشگاه نبراسکا در لینکلن نشان داد که زنان به همان اندازه مردان به چاک سینه خیره می‌شوند.

## مجادله‌ها
در مورد اینکه چه مقدار از سینه مجاز به نمایش داده‌شدن در محیط‌های عمومی است، عقیده‌های متفاوتی وجود دارد. در عصر روشنگری فرانسه این منازعه مطرح بوده است که آیا سینه‌ها وسیله‌ای برای اغوای جنسی هستند یا هدیه‌ای از جانب مادران به نوزادان.
در ایالات متحده در دو مورد مجزا مهمانداران پروازهای ساوث‌وست ایرلاینز از مسافران پرواز خواسته‌اند که یا لباس خود را سر و سامانی دهند یا بلوزی بپوشند یا پرواز را ترک کنند. در واقع این مسافران حد مجاز بیرون بودن سینه‌ها را رعایت نکرده بودند.
صدراعظم آلمان، آنگلا مرکل، با پوشیدن لباسی که یقه بسیار بازی داشت در مراسم افتتاح خانه اپرای اسلو، در ۱۲ آوریل ۲۰۰۸ باعث به وجود آمدن جنجال خبری شد.

## چاک سینه در مردان
در میان مردان این اصطلاح کاربرد کم آن هم فقط در میان بدنسازان را دارد و به آن کات سینه نیز می‌گویند. چاک سینهٔ مردان کاملاً با چاک سینهٔ زنان متفاوت است؛ بدین صورت که علی‌رغم چاک سینهٔ زنان که حاصل چربی پستان هاست، کات سینهٔ مردان از بزرگ شدن عضلات وسط سینه به وجود می‌آید.